# 마츠이 쥬리나
마츠이 쥬리나(일본어: 松井 珠理奈 마쓰이 주리나[*], 1997년 3월 8일 ~ )는 전 일본 여성 아이돌 그룹 SKE48의 팀S 멤버이다. 이전에는 SKE48 팀S와 AKB48의 센터로 활동을 했었다. 아이치현 가스가이시 출신.

## 인물
- 제1기생 및 정식 멤버 중에서는 최연소 멤버.
- 초등학교 3학년 때부터 댄스를 시작했다.
- 녹음하던 시점에서는 극장 데뷔를 하지 않았고, 한편 정식 멤버는 아니지만 AKB48의 11th 싱글 「큰 소리 다이아몬드」에 11세 228일에 선발에 들어가, 단독으로 자켓 사진도 장식해 화제가 되었다. 또 AKB48 팀K 소속의 오쿠 마나미가 가지고 있던 싱글 선발 멤버 선출 최연소 기록(11세 237일)도 갱신했다.
- 「큰 소리 다이아몬드」의 뮤직 비디오로 주역급의 인물을 연기해 음악 프로그램에서도 센터에 서 있고, 또 12th 싱글 「10년 벚꽃」, 13th 싱글 「눈물 써프라이즈!」에도 선발로 들어가, AKB48 팀A 소속의 마에다 아츠코와 함께 센터에 서 있다.
- 최근에는 AKB48로서의 활동도 많기 때문에, 「AKB48 최연소 멤버」로서 다루어지는 것이 많다.
- SKE48 팀S의 멤버로 성씨가 같은 마츠이 레나와 함께, 이름의 알파벳 머리 글자를 취해 「마츠이JR」라고 불리기도 한다.
- SKE48 이차원 동호회의 회원 넘버 7번. 장르는 점프계.
- 가장 좋아하는 음식은 어머니가 직접 만들어주신 「미트 스파게티」라고 한다.
- AKB48나 SKE48 멤버들에게 접촉하고 어리광부리는 경우가 많아 「키스마(kiss+魔)」라 불리기도 했다.
- 자타 공인 스베리 캐러(미끄러지는 캐릭터)로서 다쟈레(말장난)를 자주 선보이지만 주위로부터 받아들여지지 못해 분위기를 썰렁하게 만든다고 한다. 본인 또한 자각하고 있음.
- 데뷔후 줄곧 탈골이 걱정스러운 정도의 과격한 댄스로 주목을 받았고,현재의 수준도 AKB 전체 상위권으로 여겨지고 있다.
- SKE 최속을 자랑하는 스프린터로서 알려져 있다.
- 2012년 현재 AKB 선발 멤버중 유일한 고교생이 되었다.
- SKE48 팀S
- AKB48와 SKE48의 싱글에 선발멤버로 참여 중이다.
- 보통 나이를 먹어감에 따라 얼굴의 변화가 극심하나 초등학생 시절부터 현재 고등학생시절까지 외모는 큰 편차가 없는편. 다만 몸매의 성장이 아직도 초등학생시절이며, 턱만 나이를 먹어가고 있다.
- 사이좋은 AKB48 졸업멤버 : 마에다 아츠코, 시노다 마리코
- 마츠이 사키코와 마츠이 레나와 같은 마츠이이다.
- 같은 97년생인 아스트로의 차은우의 팬이다.

## 내력
2015년
- 12월 24일, 팀K 「최후의 벨이 울린다」 공연에서의 「마츠이 쥬리나를 보내는 회」를 갖고 AKB48와의 겸임을 종료.

2018년
- 6월 16일, AKB48 제10회 총선거에서 1위를 하였다.

2019년
- AKB48의 56번째 싱글 서스테이너블에서 1열에 선발되었다.
- 10월 5일, 솔로 앨범 Privacy를 발매하였다.

2021년
- 2월 3일, 그룹을 졸업하기 전 센터를 맡은 SKE48의 27번째 싱글 사랑 낙오 플래그를 발매하였다.
- 4월 11일, 일본 가이시홀에서 행해진 졸업 콘서트를 했다.
- 4월 29일, SKE48 극장에서 행해진 졸업 공연을 했다.
- 4월 30일, SKE48를 졸업.

2024년
- 5월 18일에 말레이시아 쿠알라룸푸르를 거점으로 한 신그룹 KLP48의 아티스트와 플레잉 매니저 취임이 발표되었으나, 7월 11일 논의 결과 무산되었음이 알려졌다.

## SKE48로서 참여한 곡

### 싱글 CD 선발곡
- 強き者よ
- 青空片想い
- ごめんね、SUMMER
- 1!2!3!4! ヨロシク!
  - コスモスの記憶 - (백조)
- バンザイVenus
  - 卒業式の忘れもの - (백조)
- パレオはエメラルド
  - ときめきの足跡 - (백조)
- オキドキ
  - 初恋の踏切
  - バズーカ砲発射! - (백조)
  - 歌おうよ、僕たちの校歌 - セレクション셀렉션 8
- 片想いFinally
  - 今日までのこと、これからのこと
  - はにかみロリーポップ - (백조)
  - 寡黙な月 - セレクション셀렉션 8

AKB48의 참여곡
- 大声ダイヤモンド
- 10年桜
- 涙サプライズ!
- 言い訳Maybe
- RIVER
- 桜の栞
  - マジスカロックンロール
- ポニーテールとシュシュ
  - マジジョテッペンブルース
- ヘビーローテーション
  - 野菜シスターズ - 野菜シスターズ 참여곡
- Beginner
- 桜の木になろう
- Everyday、カチューシャ
- フライングゲット
  - 野菜占い - 野菜シスターズ2011 참여곡
- 風は吹いている
- 「上からマリコ」에 수록
  - ノエルの夜

AKBアイドリング!!!참여곡
- チューしようぜ!

## 참가 유닛곡
1st Stage 「PARTY가 시작해요」공연
2008년 10월, 11월
1. 스커트, 펄럭이며
2. 별의 온도

2008년 12월, 2009년 1월
1. 클래스 메이트

2nd Stage 「손을 잡고서」공연
2009년 2월 - 6월
1. Glory days

2009년 7월 -
1. 윔블던으로 데려가줘

3rd Stage 「제복의 싹」공연
1. 추억 이상

## 출연

### 드라마
- (2010년) 마지스카 학원 - 센타 역
- (2011년) 마지스카 학원 2 - 센타 역
- (2011년)《망상형사》 - 마츠이 쥬리나 역
- (2012년) 「블랙 보드 ~시대와 싸운 교사들∼」히로카와 마나미 역
- (2016년) 저 결혼 못 하는게 아니라, 안 하는 겁니다 (私 結婚できないんじゃなくて、しないんです) - 타치바나 미야비 아역
- (2016년) 사폐 -DEATH CASH- (死幣ーDEATH CASHー)
- (2016년) CROW'S BLOOD
- (2016년) 캬바스카 학교 (キャバすか学園)
- (2017년) 두부 프로레슬링 (豆腐 プロレス)

### 영화
- 2011년 WAYA! 宇宙一のおせっかい大作戦 - 伊丹早苗 역

### 예능
- PRODUCE 48 (2018년 6월 15일 ~ 2018.07.08, Mnet)